# Tobipuranga ignea
Tobipuranga ignea là một loài bọ cánh cứng trong họ Cerambycidae.